# Tephrosia

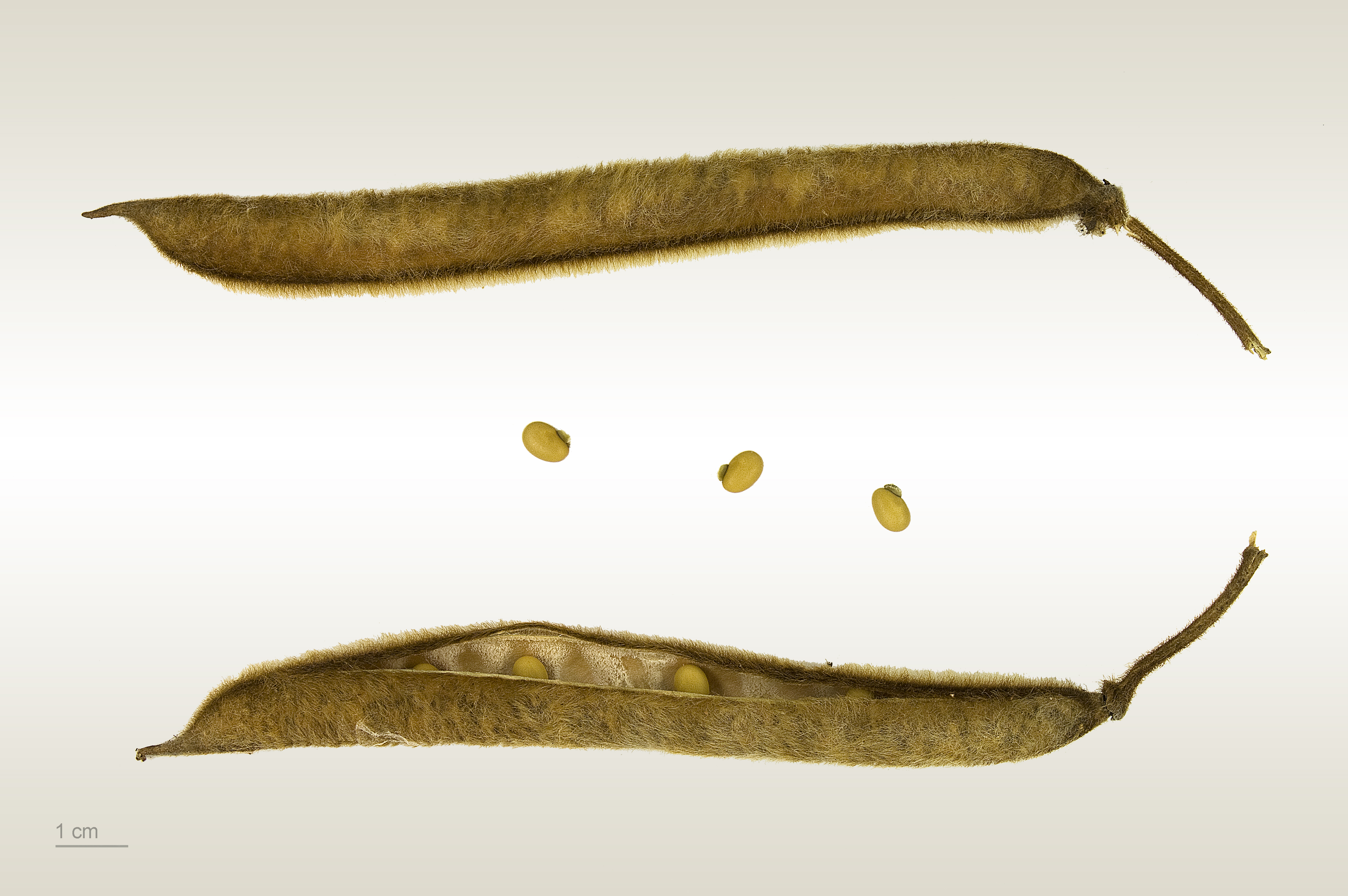
Tephrosia vogelii

Tephrosia és un gènere de plantes dins la família de les fabàcies. Conté unes 350 espècies. El nom del gènere deriva del grec: τεφρος (tephros), que significa "de color cendra," pel color de les seves fulles que tenen gran densitat de tricomes.

## Usos
Moltes espècies són verinoses, particularment pels peixos, ja que tenen aslta concentració de rotenona. Històricment espècies d'aquest gènere s'havien utilitzat per a pescar per enverinament dels peixos. La rotenona és un insecticida biològic.

## Algunes espècies
| - Tephrosia astragaloides - Tephrosia candida DC. - Tephrosia cinerea (L.) Pers. - Tephrosia clementii Skan - Tephrosia coronillaefolia Welw. ex Baker - Tephrosia densiflora - Tephrosia frutescens - Tephrosia hildebrandtii - Tephrosia macropoda (E.Mey.) Harv. - Tephrosia nitens Benth. ex Seem. | - Tephrosia odorata Balf.f. - Tephrosia pondoensis (Codd) Schrire - Tephrosia purpurea (L.) Pers. - Tephrosia rosea F.Muell. ex Benth. - Tephrosia sinapou (Buc'hoz) A. Chev. - Tephrosia socotrana Thulin - Tephrosia tomentosa - Tephrosia toxicofera - Tephrosia virginiana (L.) Pers. - Tephrosia vogelii Hook.f. |